# Marika Carlsson

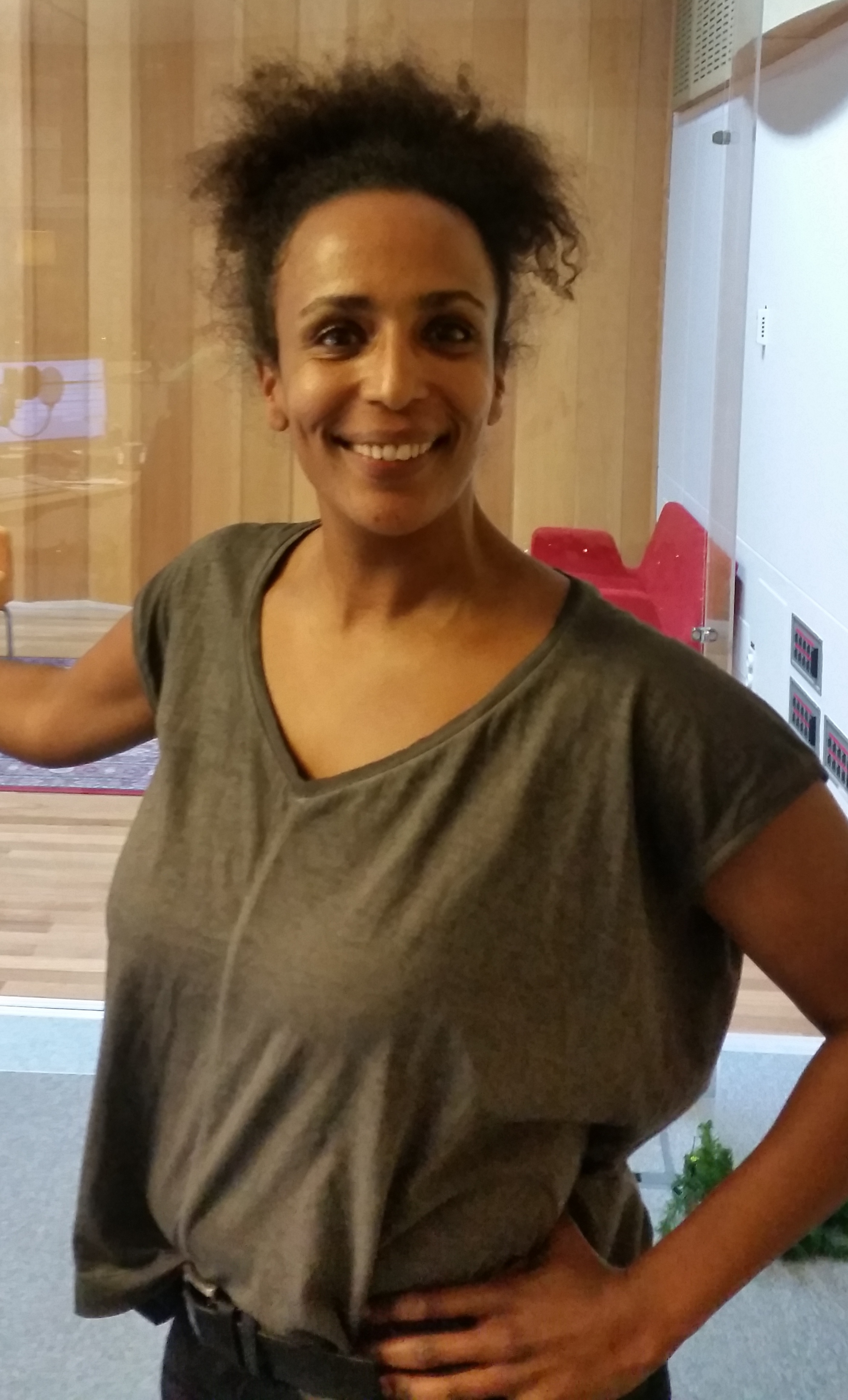
Marika Carlsson 2015

Marika Aychesh Carlsson (* 19. März 1973 in Äthiopien) ist eine schwedische Komikerin und Moderatorin.

## Leben und Karriere
Marika Carlsson wurde in Äthiopien geboren. Dort wurde sie von schwedischen Helfern während der Hungerkatastrophe in Äthiopien leblos in einem Graben gefunden, konnte aber wiederbelebt werden. Zwei Jahre später wurde sie von einem schwedischen Paar adoptiert. Nach den ersten Jahren in Mönsterås zog die Familie nach Lund, wo Carlsson zur Schule ging und später Theologie studierte. Bevor sie als Stand-up-Comedian anfing, arbeitete sie als Krankenschwester.
Von 2010 bis 2014 tourte sie mit ihrer autobiographischen Standup-Performance En negers uppväxt (dt.: Eine Neger-Erziehung), die auf ihren Erfahrungen als Adoptivkind und Erwachsener mit Mobbing, Rassismus, Identitätssuche und tränenreichen Ereignissen basiert.
Zwischen 2014 und 2016 spielte sie freitags die Radiosendung Marika im Radiosender P4. Sie hält auch Vorträge über Körpersprache, Performancekunst und Lebensinspiration.
2006 und 2012 wurde sie von  Svenska Stand up-galan zur „Komikerin des Jahres“ gekürt.
2019 moderierte sie zusammen mit Eric Saade, Sarah Dawn Finer und Kodjo Akolor das Melodifestivalen 2019.